# Hypenula derelicta
Hypenula derelicta là một loài bướm đêm trong họ Noctuidae.